# 稲川一家
稲川一家（いながわいっか）は、1965年から1972年まで存在した暴力団。1972年に「稲川会」に改称後に存在したことがある稲川一家は指定暴力団・稲川会の中核二次団体であった。現在は解散していて存在しない。
| 稲川一家（三つの「稲川一家」は全く異なる） | 稲川一家（三つの「稲川一家」は全く異なる） | 稲川一家（三つの「稲川一家」は全く異なる） |
| 存在した期間                               | 総長                                       | 備考                                       |
| ------------------------------------------ | ------------------------------------------ | ------------------------------------------ |
| 1965年-1972年                              | 稲川聖城                                   | 稲川組から改称。 その後、稲川会に改称。    |
| 1980年-1990年                              | 稲川裕紘                                   | 稲川会二次団体。                           |
| 2005年-2007年                              | 稲川英希                                   | 稲川会二次団体。 三代目を名乗った。        |

## 来歴
第一次頂上作戦による政治結社「錦政会」（中核は稲川組）の1965年の解散後、稲川組は「稲川一家」（総長：稲川聖城）に改称した。1972年に稲川会に改称されるまで存在していた。
その後、稲川聖城の実子である稲川裕紘が山崎屋一家の熱海の縄張と山田一家の横浜の縄張を継承すると同時にその二つを吸収し、1980年に「稲川一家」を名乗り、1990年に稲川会三代目会長に就任するまで存在した。
稲川会三代目体制下の2005年には、稲川裕紘の実子である稲川英希が「三代目稲川一家」を名乗った。その後、稲川英希が2007年に引退するまで存在した。
「三代」が続いているように見えるが、三つの「稲川一家」は全く異なるものであり、稲川聖城、稲川裕紘、稲川英希のそれぞれが名乗った屋号である。